# Agrafoí
Agrafoí (Agrafoi) är en ort i Grekland.   Den ligger i prefekturen Nomós Kerkýras och regionen Joniska öarna, i den västra delen av landet, 400 km nordväst om huvudstaden Aten. Agrafoí ligger 37 meter över havet och antalet invånare är 180. Den ligger på ön Korfu.
Terrängen runt Agrafoí är platt åt nordväst, men åt sydost är den kuperad. Havet är nära Agrafoí norrut.Runt Agrafoí är det ganska tätbefolkat, med 96 invånare per kvadratkilometer. Närmaste större samhälle är Agios Georgis, 6,0 km sydväst om Agrafoí. 